# Egzodus kolektiv
Egzodus (engl. Exodus Collective) je jedan od vodećih kolektiva uradi sam kulture u Velikoj Britaniji, smešten na farmi u Lutonu, severno od Londona. Bave se organizovanjem slobodnih žurki (rejvova) i festivala, skvotiranjem i raznim muzičko-političkim akcijama. Aktivnosti Exodus-a počinju 1986. godine (pre eksplozije acid house scene), kada nastaje Gemini Sound System, vezan za rege i dab muziku. Pokušava se oživeti tradicija slobodnih festivala iz 1960-tih i 1970-tih godina. U drugoj polovini 1980-tih počinje cvetati acid house i tehno scena sa ilegalnim žurkama u napuštenim skadištima na periferiji Londona. Egzodus se uključuje u tu scenu, a dobrim delom je i sami stvaraju. Počinju praviti žurke sa opremom koju nalaze bilo gde (zvučnici pored kontejnera, pojačala na buvljaku...), i dolazi oko 3.000 najrazličitijih ljudi: od skvotera, putnika, punkera, hipika, rejvera i ostalih. Žurke se ne reklamiraju, plakatima i lecima nego usmenom predajom.
Egzodus uživa podršku mnogo ljudi u Lutonu, jer su oživeli njihov kraj. Nekoliko puta su imali pretrese i montirane procese, međutim policija je uvek izvlačila deblji kraj i mnogi zlonamerni policajci su smenjeni.
Značajna je nihova društvena delatnost vezana za rehabilitaciju maloletnih delinkvenata i aktiviranje mladih koji spadaju pod rizičnu skupinu što se tiče kriminala. Potrošnja alkohola u pabovima u Lutonu opala, smanjio se broj prekršaja vezanih za alkoholizam, a kriminal je pao za 6%. Zanimljiv je podatak da je 1993.godine, kad su aktivnosti Egzodusa gotovo zamrle zbog žestoke policijske represije i zabrane delovanja, potrošnja alkohola u Lutonu porasla je za 40%.
Na farmi postoji sala za fitnes, prostorije za druženje, 40 spavaćih soba, velika kuhinja, bašta, radionica i skladište, a imaju i mnogo životinja: konje, ovce, kokoši, pse, mačke... Farma je bila skvotirana a legalizovana je 1999. godine.

## Spoljašnje veze
- O Egzodus kolektivu na Šnjuzu
- Exodus: To rave or to riot?
- Exodus: Parties with a Purpose